# Беатріс Гесс
Беатріс П'єр Гесс (народився 10 листопада 1961, Кольмар ) — французька паралімпійська плавчиня. Французька газета «Юманіте» (фр. «L'Humanité») описала її як «одну з найкращих плавчинь у світі» 
Змагаючись на Паралімпійських іграх, Гесс виграла чотири золоті медалі в 1984 році, одну в 1988 році, шість в 1996 році  і сім в 2000 році . Вона також побила дев'ять світових рекордів на Паралімпіаді 2000 року в Сіднеї .  На Іграх 2004 року вона виграла дві золоті та три срібні медалі.
Гесс має церебральний параліч і змагалася за класифікацією інвалідності S5 .

## Дивіться також
- Спортсмени з найбільшою кількістю золотих медалей в одному змаганні на Паралімпійських іграх[en]

## Зовнішні посилання
- Біографія на тему Хто є хто у Франції
- https://www.paralympic.org/beatrice-hess Беатріс Гесс на сайті Міжнародного паралімпійського комітету